# MAI Moscú
El MAI Moscú es un equipo polideportivo de Moscú fundado en 1930 vinculado a la Universidad Estatal de Aviación. Entre todas sus secciones, destacó especialmente la sección de balonmano, que fue uno de los grandes dominadores del panorama nacional en la década de los 70. También consiguió la Copa de Europa de Balonmano de 1973 y la Recopa de Europa de 1977.

## Palmarés de balonmano
- 1 Copa de Europa de Balonmano: 1973
- 1 Recopa de Europa: 1977
- 8 Ligas soviéticas: 1960, 1965, 1968, 1970, 1971, 1972, 1974 i 1975

### Jugadores famosos
- Anatoli Evtouchenko : entrenador
- Albert Guassiev : jugador hasta 1969, entrenador a partir de 1974.[1]
- Vassili Iline : jugador.
- Yury Klimov : jugador.
- Vladimir Kravtsov : jugador.
- Viktor Makhorin : jugador.
- Vladimir Maksimov : jugador hasta 1978.
- Vitali Sevastianov : jugador y posteriormente astronauta.[1]
- Vladislav Volkov : jugador y posteriormente astronauta.[1]

## Sección de baloncesto
- Liga soviética femenina: 1946, 1947, 1951, 1954, 1955

## Sección de rugby
La sección de rugby terminó tercera en el Campeonato de la Unión Soviética de Rugby en 1969 y luego segunda en 1970 y 1971. Más recientemente, participó en la Copa Báltica de la Unión de Rugby, siendo derrotada en el definitiva en 2011.